# Битва під Ґротниками
Битва під Ґротни́ками — битва, що мала місце 4 травня 1439 року поблизу місцевості Ґротники, яка розташована біля Нового Корчина, в сучасному Свентокшиському воєводстві, над річкою Ніда. Відбулася як наслідок створення конфедерації Спитка з Мельштина проти антигуситської конфедерації кардинала Збігнєва Олесницького. Гусити під проводом Спитка III з Мельштина зазнали поразки проти військ кардинала З. Олесницького. Як наслідок, занепав гуситський рух у Польщі.